# Győry Ferenc (főispán, 1723–1790)
Gróf radványi Győry Ferenc (1723. – Buda, 1790. augusztus 5.) nagybirtokos főnemes, Tolna vármegye főispánja, a helytartótanács elnökhelyettese, titkos tanácsos.

## Élete
Szülei  Győry Ferenc és kismagyari Sándor Katalin. Fiatalin Tolnában kezdte pályáját, ahol aljegyző lett. Ezt követően gyorsan lépdelt a ranglétrán, a királyi udvari tanácsnál fogalmazó, a helytartótanács titoknoka, majd tanácsosa, végül elnökhelyettese. Közben rövid ideig vármegyéje főispánja is volt, majd megkapta a valóságos belső titkos tanácsosi címet is. Tevékeny részese volt annak, hogy Fiume várost és környékét újra a Magyar Királysághoz csatolták.
Győry harcolt a hétéves háborúban, érdemeiért a Szent István-renddel tüntették ki, valamit Perkáta birtokát is megkapta 1775-ben, 1785. január 20-án pedig az uralkodó grófi címet is adományozott neki. A Dunántúlon kitört jobbágymozgalmakat sikeresen lecsendesítette. Emellett hithű katolikus is volt, és amikor II. József feloszlatta a szerzetesrendeket, segített a korábbi vagyont a világi egyházak számára átmenteni. Abban is közreműködött, hogy a katolikus vallásalap és tanulmányi alap létrejöhetett. Ezen kívül Győry építtette a perkátai templomot és a Győry-kastélyt is.

### Családja
1772-ben vette feleségül siklósi Andrássy Krisztinát (1735–1814), három gyermekük született:
- Jozefa (1771–1843); neje: báró Gerliczy Ferenc (1748–1833)
- Ferenc (1774–1839) főispán; neje: gróf Zichy Teréz (1777–1821) csillagkeresztes hölgy
- Krisztina (1776–1848); férje: gróf Somogyi János (1756–1809)